# Entrena
Entrena es un municipio y localidad española de la comunidad autónoma de La Rioja. Está situado en la Rioja media. Cuenta con una población de 1635 habitantes (INE 2024).

## Geografía
El término municipal de Entrena, con una extensión de 21,03 km², limita con los de Navarrete y Lardero al norte; Albelda de Iregua al este; Nalda, Sorzano y Sojuela al sur y Medrano al oeste. La localidad está situada a unos 12 km de Logroño. El relieve del municipio es llano, su altitud varía entre los 500 y los 600 m sobre el nivel del mar. El núcleo está situado a 559 m. La mayor parte del terreno se encuentra en un glacis, antiguo cauce del Iregua.
En la zona sur se encuentran las primeras estribaciones de la sierra de Moncalvillo. El pueblo se ubica en esta zona, sobre el cerro El Conjuro. Está urbanizada en Bastilla con sus calles escalonadas y concéntricas. La zona residencial se extiende desde la ladera sur hasta la llanura adyacente, mientras que en la ladera norte, más fresca, se ubica el Barrio de Las Bodegas.
Los ríos son escasos y con gran estiaje. Apenas unos barrancos procedentes de la sierra cruzan el término de sur a norte, como Ruicidera o río Daroca.
| Noroeste: Navarrete | Norte: Navarrete | Noreste: Lardero        |
| Oeste: Medrano      |                  | Este: Albelda de Iregua |
| Suroeste: Sojuela   | Sur: Sorzano     | Sureste: Nalda          |

## Historia
La zona estuvo poblada en época romana, como indica la existencia del poblado romano de La Dehesa, además de la calzada de Zaragoza-Briviesca que pasaba por allí.
Alfonso I "el Católico" a mediados del siglo VIII reconquistó la villa a los musulmanes. Según el Diccionario Geográfico, editado en Barcelona en 1830, Entrena sería fundada por este rey en torno al año 750, pero ya se sabe por la Crónica de Alfonso III que las incursiones realizadas por este rey no supusieron la fundación de pueblos. Estas expediciones, llevadas a cabo junto con su hermano Froila, consistieron en matar a los musulmanes que encontraban y recoger cristianos para llevárselos a las montañas. Entrena no pudo pertenecer a ningún reino cristiano hasta la conquista de Viguera por parte del rey navarro Sancho I Garcés en 924.
En 1044 aparece documentado bajo el nombre romance de Antelena. Con el nombre latinizado de Entedigone aparece en una escritura de 1074 del tomo 6 de la colección de Simancas. En ella se explica como los reyes de Nájera y Pamplona Don Sancho y Doña Placencia donan a los Santos Cosme y Damián (de Albelda), el diezmo de labranza del Rey de Viguera por haberse curado de una enfermedad. Desde 1076 pertenecería al Reino de Castilla y a su rey Alfonso VI. Éste, ante el valor estratégico de la zona, fronteriza con los reinos de Aragón y Navarra, repobló y levantó diversas plazas fuertes para proteger sus intereses, entre ellas Entrena.

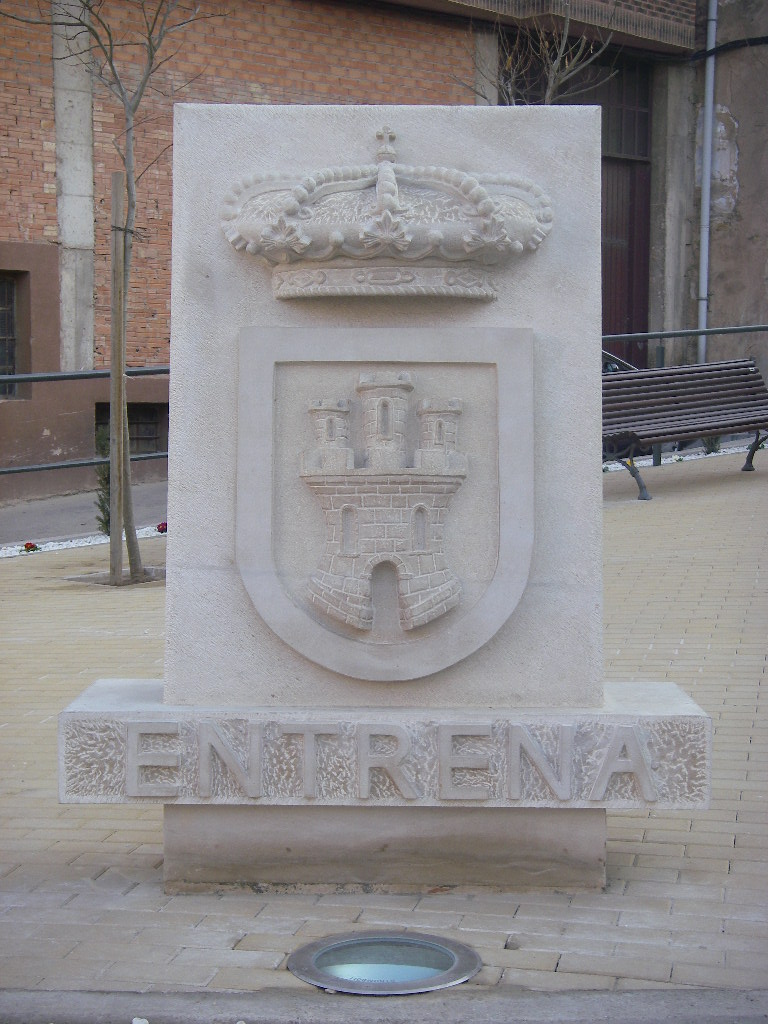
Escudo de Entrena.

El rey navarro-aragonés Alfonso I el Batallador levantó en el cerro El Conjuro una torre vigía alrededor de la cual dispuso un destacamento. Allí pasaba el monarca breves periodos de descanso. Una de esas estancias está documentada en un escrito de 1128 en el que aparece Entrena ya con el título de "Villa". Esta torre es la que aparece reflejada en el actual escudo del municipio.
En 1163, Sancho VI de Navarra repobló la villa, tras reconquistar La Rioja aprovechando la minoría de edad del rey castellano Alfonso VIII. Tras varias capitulaciones entre los monarcas de Navarra y Castilla y con la intervención del rey Enrique II de Inglaterra, vuelve a pasar a manos del rey castellano en 1179. Además aparece en el Cartulario de Santo Domingo de la Calzada de 1168, citando a García Bermúdez como señor de esta villa así como de la de Ausejo.
En ciertas dádivas del rey Sancho Garcés IV de Navarra aparece Entrena con el nombre latinizado de "Entidigone". Durante el regencia de Estefanía, viuda de García Sánchez III de Pamplona, fue una de las villas favorecidas por el privilegio de unión y otros derechos, junto a Sojuela, Velilla de la Rad, Fuenmayor, Hornos de Moncalvillo, Medrano y Navarrete. A estos municipios se les conoció como las Siete Villas del Campo. Más tarde esta reina donó Entrena al monasterio de Santa María la Real de Nájera, apareciendo nombrada como "Antelana" En 1189, los monjes benedictinos de Santa María la Real de Nájera donaron entre otras la iglesia de Entrena al obispado de Calahorra después de pleitos entre el obispo y el monasterio, con intervención del rey y del abad de Cluny.
El rey Alfonso VII concedió a los infanzones y villanos de Entrena, el Fuero de Logroño. El 4 de agosto de 1212, Fernando III confirma esta concesión. El rey Enrique II de Castilla donó la villa a Juan Ramírez de Arellano por los servicios prestados, según aparece en la escritura de concesión del señorío de Cameros. Desde entonces la villa estuvo vinculada a los Arellano que tuvieron grandes disputas con los Gómez Manrique (señores de Navarrete por donación realizada en 1380 por Juan I de Castilla a Diego Gómez Manrique de Lara).
En 1478 los vecinos de Navarrete destruyen unas fortificaciones construidas por los de Entrena. En represalia, los de Clavijo y Lagunilla, que eran de Arellano, talaron el término de Ribafrecha que era afecto a los Manrique. Entrena, hasta la abolición de los señoríos, perteneció a los condes de Aguilar, señores de Cameros.
En 1492 se lleva a cabo la expulsión de los judíos en España, a cargo de los Reyes Católicos. En esta época la comunidad judía en Entrena era importante, llegando a constituir una aljama, con una población aproximada de 50 familias. Estas comunidades se establecieron en Entrena tras las revueltas de la primera guerra civil castellana y una serie de levantamientos en su contra como el de Logroño de 1391. Estos hechos condujeron a los judíos a abandonar las ciudades de La Rioja, trasladándose a villas más pequeñas en busca de una protección más efectiva y la cercanía de alguna autoridad señorial. Villas como Entrena, Navarrete o Ausejo recibieron a esta población.
En 1513 Carlos Ramírez de Arellano y su esposa, Juana de Zúñiga, señores de Cameros y condes de Aguilar, fundaron el monasterio de Santa Clara en Entrena otorgándole además el ya existente de Santa María de Barrivero. Las monjas fundadoras vinieron del de Tordesillas y el monasterio perteneció a la provincia franciscana de Burgos. La primera abadesa fue una Arellano. En 1588, a finales del siglo XVI, Entrena contaba con minas de azul.
Entrena tuvo hospital y hospedería para atender a los peregrinos que se acercaban por el Camino Francés para llegar a Compostela como atestiguan documentos del siglo XVI.[cita requerida] En un punto situado entre los años 1790 y 1801, Entrena  se integra junto con otros municipios riojanos en la Real Sociedad Económica de La Rioja, la cual era una de las sociedades de amigos del país fundadas en el siglo XVIII conforme a los ideales de la ilustración.

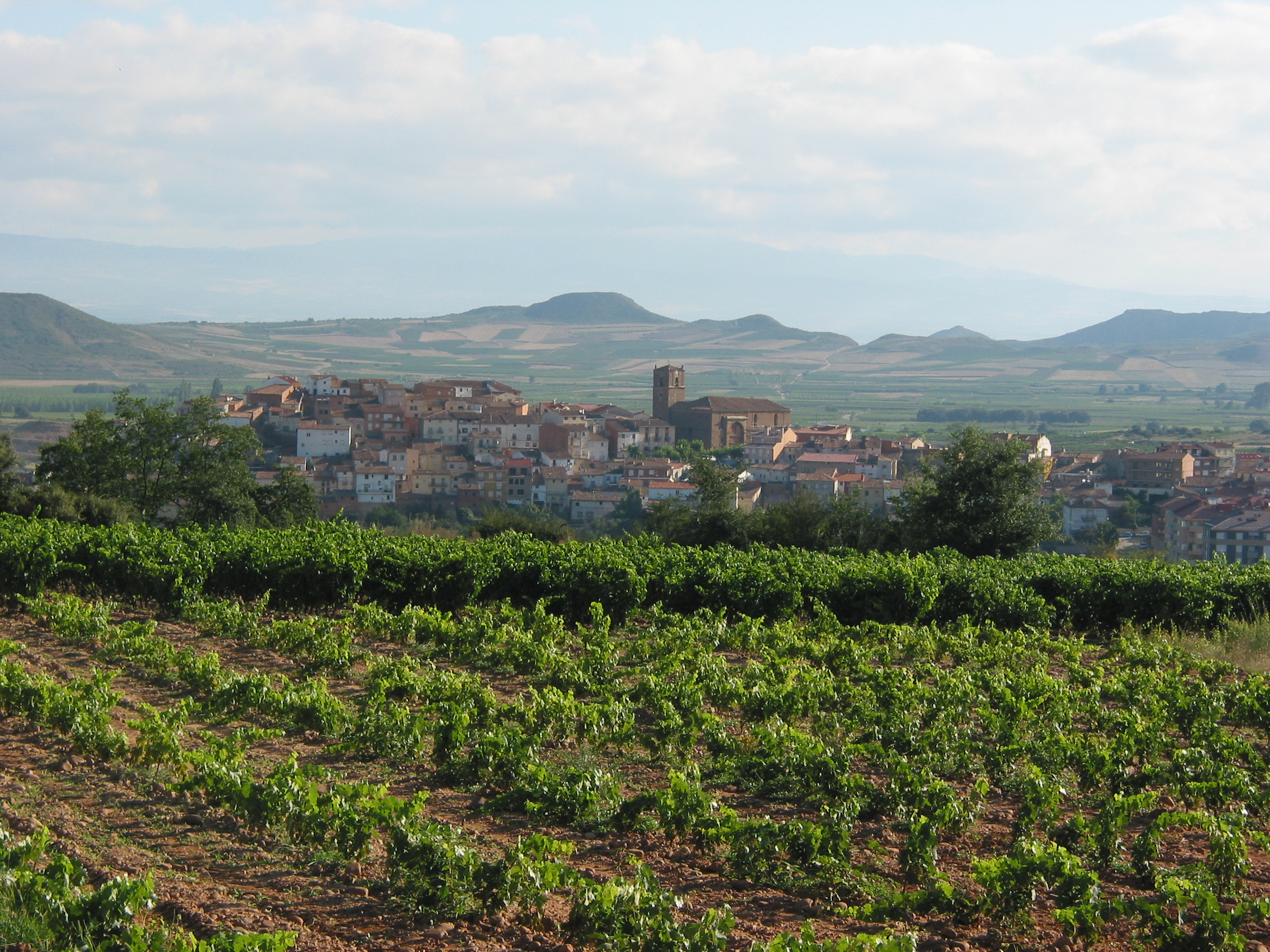
Viñedos en Entrena.

En 1851 según Pascual Madoz Entrena tenía 202 casas, la del Ayuntamiento y cárcel; un convento de monjas de Santa Clara, una fuente de agua potable [...] y escuela para ambos sexos. Su producción consistía sobre todo en trigo cebada, judías y vino, además de cría de ganado lanar y la caza de perdices codornices y liebres. La industria se basaba en tres molinos harineros, que cada día van en decadencia, y algunas fábricas de aguardiente, que trabajan muy poco.
En el censo de población del siglo XVI, Entrena aparece en las adiciones de Nájera empadronada por 232 vecinos (1160 almas). En el ya citado Diccionario Geográfico de Barcelona (1830) se cita a Entrena con 255 vecinos (1285 almas). En el censo de 1840 citado por Ángel Casimiro de Govantes en su libro publicado en 1846 y titulado Diccionario Geográfico-histórico de España. Sección II. Comprende  La Rioja o toda la provincia de Logroño y algunos pueblos de la de Burgos se registra 191 vecinos (803 almas).

### El Arca de la Misericordia
En 1571 Francisco de Moreda constituyó una caja de previsión agrícola, que tenía como objetivo repartir cereales, especialmente trigo, entre los labradores más pobres. Estos debían devolver el préstamo en grano con un mínimo interés. Normalmente se beneficiaban de ésta los vecinos del pueblo, pero durante la primera mitad del siglo XVIII también lo hicieron los de localidades vecinas. Estuvo en funcionamiento hasta 1799.

### El Cerro de Santa Ana
Se trata de un yacimiento arqueológico excavado a finales de los años 1970 y principios de los 1980 por los arqueólogos Antonino González Blanco y Urbano Espinosa Ruiz.
Los restos encontrados más antiguos pertenecen a la cultura hallstattica. Se trata de dos fondos de cabaña banquiformes donde se recuperaron abundantes materiales que se encuentran en el Museo de La Rioja. Estos materiales consisten en cerámicas pulidas, pintadas, digitalizadas y espatuladas. Las vasijas son generalmente carenadas con cuello alto y perfil bicónico. También destacan varios moldes para hachas metálicas realizados en arenisca.
Este yacimiento fue encontrado en la cima del cerro y se cree que fuera un lugar sagrado ya que se han encontrado cenizas y otros restos que lo indican. El poblado se pudo desarrollar en torno a las faldas del cerro pero sus restos han desaparecido debido al cultivo de esas tierras.
También se han encontrado restos de épocas posteriores, celtíberos (Cultura de La Tène) y romanos. La localización del poblado era cercana a la calzada que comunicaba Zaragoza con Briviesca. De la era romana se han hallado restos de cerámica, una balanza romana, tapas de sarcófago, enterramientos bajo tejas y una estela discoidea antropomorfa paleocristiana.

## Comunicaciones

### Carreteras
La principal vía de acceso es la LR-254 que comunica Entrena con Lardero y Logroño a través de la N-111. La LR-137 atraviesa la localidad de sureste a noroeste y enlaza con las carreteras N-111, N-232 y la autovía A-12 uniendo localidades como Nalda, Navarrete y Fuenmayor. La LR-445 comunica Entrena con la vecina localidad de Sojuela y la LR-444 parte de la LR-137 a la altura de la ermita de Santa Ana hasta Medrano. Desde diciembre de 2009 está en construcción la variante de Entrena en la LR-137 de más de 3,5 km.

### Autobuses
En diciembre de 2010, Entrena y otros municipios del Área Metropolitana de Logroño, están comunicados con la capital riojana mediante un servicio de transporte metropolitano. Está activo entre las 7 y las 22 horas y tendrá una frecuencia aproximada de 1 hora.

## Lugares de interés

### Edificios y monumentos
- Iglesia de San Martín.

Construida en el año 1545 en fábrica de sillería. Es una iglesia de una nave de tres tramos con capillas entre contrafuertes, crucero y cabecera ochavada de tres planos. Dentro de la iglesia parroquial sobresalen el retablo mayor y el coro.
- Convento de Santa Clara.

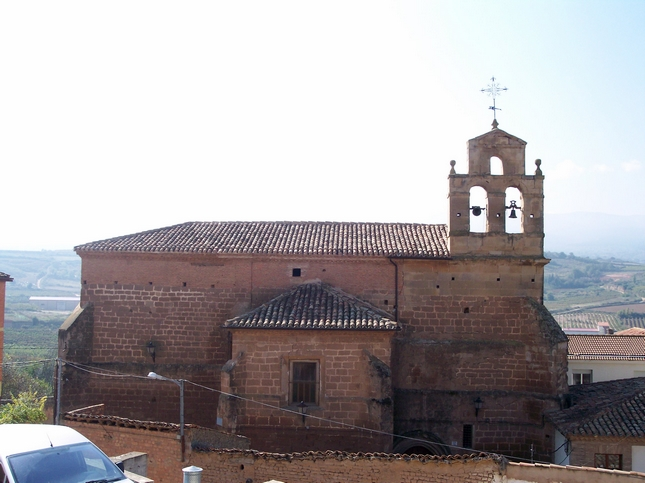
Convento de Santa Clara

Fundado en 1513 por Carlos Ramírez de Arellano y su esposa Juana de Zúñiga, condes de Aguilar y señores de Cameros. Las primeras que lo habitaron fueron tres monjas procedentes de Tordesillas. En 2001 fue clausurado por falta de vocaciones.
La iglesia adyacente consta de una nave de dos tramos y cabecera cuadrangular, con capillas a modo de brazos de crucero en el primer tramo. El retablo del altar mayor y capillas son barrocos.

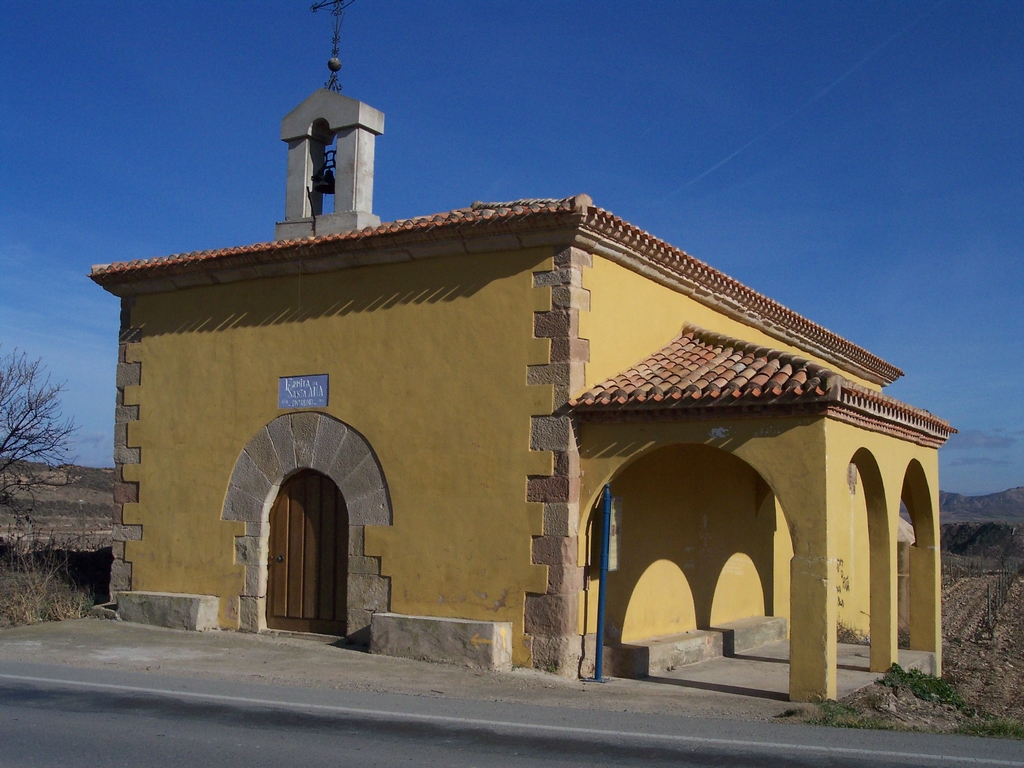
Ermita de Santa Ana.

- Ermita de Santa Ana.

Situada a 2 km de la localidad por la LR-137 en dirección Navarrete. De apariencia barroca, del siglo XVIII, fue restaurada en 1964 y 2005. El lunes de pentecostés se realiza una procesión llevando una imagen de la santa hasta la ermita. Tras la misa se va al cercano paraje Las Riberas donde, bajo las choperas, se asan chuletas.
- Crucero.

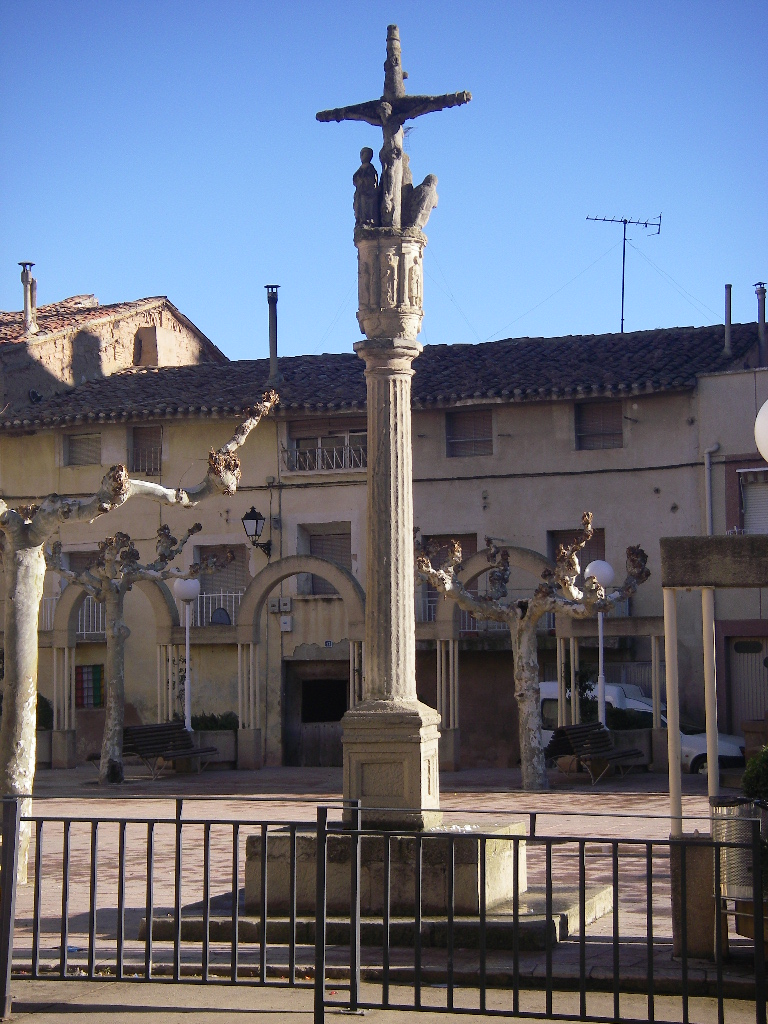
Crucero.

Construido a mediados del siglo XVI, situado en la plaza del Coso. Está formado por un fuste cilíndrico situado sobre gradas, y rematado por un capitel toscano. Sobre él se sitúa un nudo con templete, en el que aparecen seis imágenes, con una cruz con calvario por un lado y la Piedad por el otro.
- Imagen de la Virgen del Rosario.

Está situada en una hornacina en la calle Regajo. Es romanista, de comienzos del siglo XVII.

### Parques y jardines
- Las Riberas es un pequeño parque situado a 2,5 km de la población, desarrollado cerca de una fuente junto al Río Daroca.

### Enoturismo
El "Turismo del Vino" o enoturismo se ha convertido en uno de los grandes emblemas turísticos de La Rioja. En Entrena se encuentra uno de los hoteles bodega más interesantes de La Rioja. Se trata del Hotel Bodega Finca de los Arandinos,  el primer proyecto enoturístico en La Rioja que integra bodega, hotel, restaurante y spa, y uno de los símbolos turísticos de la zona.

### Otros lugares de interés
- Cerro de Santa Ana. Localizado entre la ermita y las Riberas se encontró durante unas excavaciones en los años 1960 un poblado de la Edad del Hierro.
- Centro de Divulgación de Energías Renovables. Construido en 2001 por la empresa ARESOL.[24][25]
- La sierra de Moncalvillo se encuentra cerca de la localidad, aunque fuera de su municipio.

## Flora y fauna

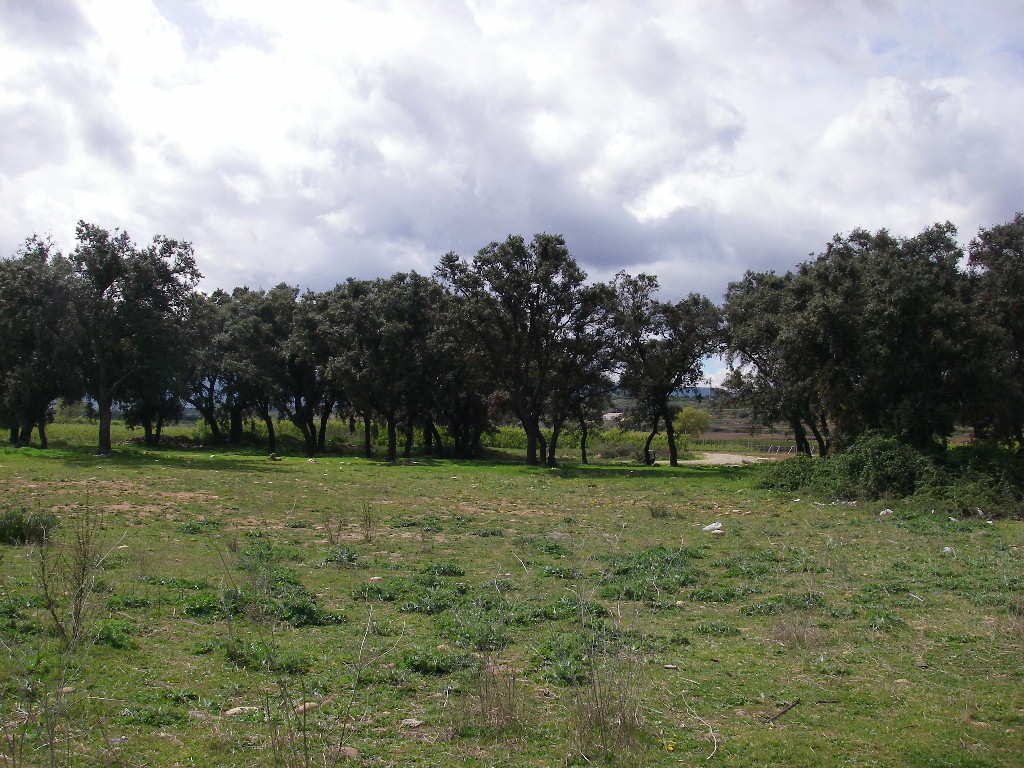
Paraje Los Encinos.

La mayor parte del municipio es utilizado para cultivos y apenas quedan terrenos con vegetación autóctona. En las zonas no labradas crecen robles, carrascos y encinos. Además en los últimos años se están recuperando olmos que antaño abundaran en la localidad. En 1995 el ayuntamiento cedió terrenos en los cerros San Lázaro, Tono y Cuatro Cantos a ICONA, para repoblarlos con pinos. En cuanto a arbustos destaca el tomillo, romero, mormaga y las endrinas de las que se elabora el pacharán.
La fauna salvaje que abunda en esta localidad son los conejos y liebres y en menor medida tejones y comadrejas. En ocasiones nos podemos encontrar con zorros o algún jabalí, el cual es muy abundante en la cercana sierra de Moncalvillo.

## Geografía humana

### Demografía
Cuenta con una población de 1635 habitantes (INE 2024).
| Gráfica de evolución demográfica de Entrena entre 1842 y 2021                                                         |
| |
| Población de derecho según los censos de población del INE. Población de hecho según los censos de población del INE. |

Al estar situada cerca de la capital, Entrena ha ido aumentando su población lentamente, en comparación con otras localidades cercanas, pero distanciándose de la mayoría de los pueblos de la comunidad, más alejados, que han perdido población.
Desde comienzos del siglo XXI Entrena ha recibido la llegada de numerosos inmigrantes, la mayoría magrebíes, que han acelerado su crecimiento demográfico, así como venidos de otras comunidades, debido a los altos precios de la vivienda en Logroño.

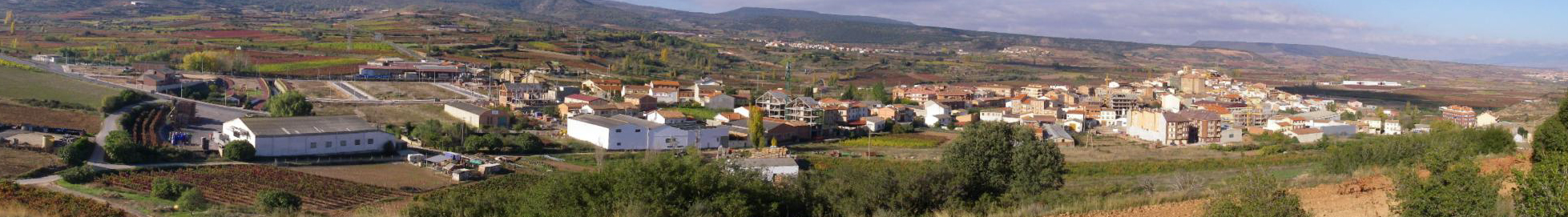
Vista panorámica del pueblo desde el cerro Tono

### Historia
En el censo de población de la Corona de Castilla del siglo XVI, Entrena aparece en las adiciones de Nájera empadronada por 232 vecinos (1160 almas). En el ya citado Diccionario Geográfico de Barcelona (1830) se cita a Entrena con 255 vecinos (1285 almas). En el censo de la  Provincia de Logroño de 1840 registra 191 vecinos (803 almas).

## Economía
La economía de Entrena se basa en el cultivo de árboles frutales (sobre todo perales), vid y zanahoria y de la industria que deriva de ellos. Además se cultivan olivos, cereales, manzanos y otras explotaciones de menor interés. El cultivo de regadío es posible gracias al Río Antiguo canal que capta las aguas del Iregua en Islallana. En total hay 1539 ha de cultivo de las cuales 703 ha son de regadío y 836 ha de secano. Además tiene 222 ha dedicadas a pastos. Desde 1888 Entrena es la sede de la Comunidad de Regantes del Río Antiguo, mientras que el Sindicato de Riegos de Entrena fue creado el 28 de junio de 1973.
Entrena es uno de los municipios pertenecientes a la Denominación de origen calificada Rioja. Con cinco bodegas inscritas en la denominación, tiene una superficie total plantada de 716,11 ha de las cuales 623,97 ha están dedicadas al cultivo de la uva tinta y 92,14 ha de uva blanca.
Además desde 2008 está en construcción una Bodega-Hotel, aprovechando el creciente turismo del vino que se practica en La Rioja. También están instaladas varias empresas hortofrutícolas y conserveras.

## Deportes

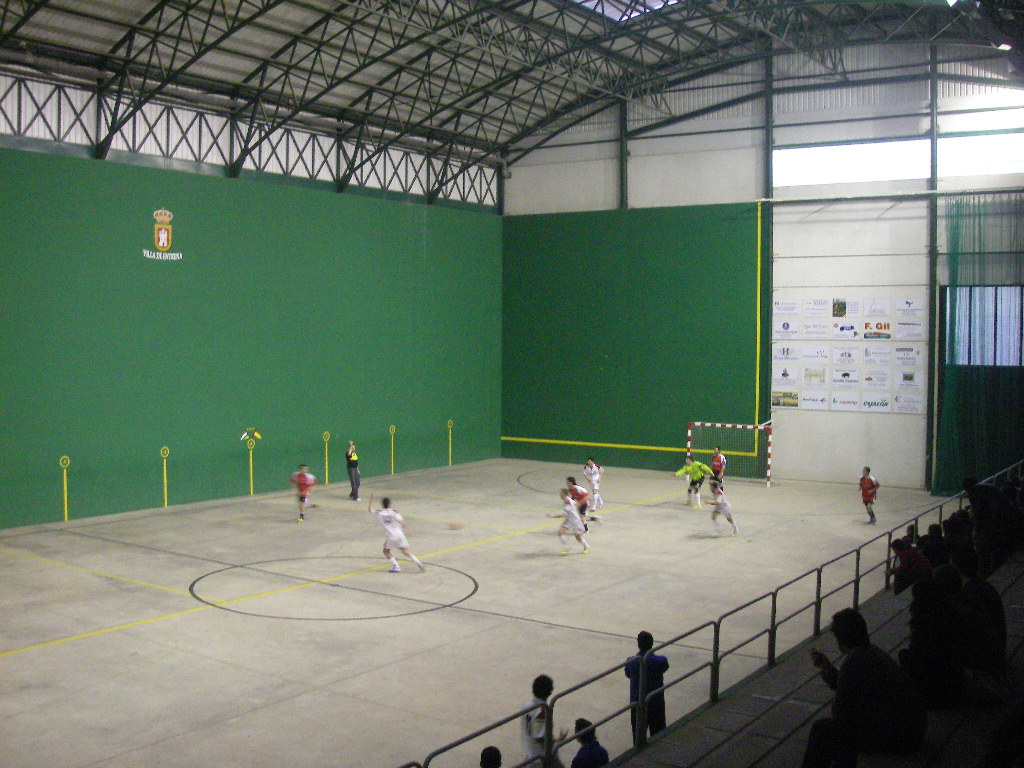
Partido de fútbol sala en el polideportivo.

Entrena posee un pabellón polideportivo adaptado a deportes como el fútbol sala o la pelota vasca. En 2005 se creó el equipo de fútbol sala Villa de Entrena, quedando campeones de la copa Senior Masculino de La Rioja en las temporadas 2005-2006, 2017-18 y 2018-19 y subcampeones en la temporada 2011-12. En la temporada 2022-23 el equipo consiguió el ascenso a Tercera División Nacional de Fútbol Sala
Además cuenta con piscinas municipales, situadas en la carretera de Nalda.

## Administración
En las elecciones municipales de 2007, el Partido Popular obtuvo 5 de los 9 escaños que corresponden al ayuntamiento de Entrena. El PSOE obtuvo los 4 escaños restantes mientras que el Partido Riojano quedó sin representación.
| Periodo   | Nombre                                                                          | Partido |
| --------- | ------------------------------------------------------------------------------- | ------- |
| 1979-1983 | Juan Ulecia Medrano                                                             | Indep.  |
| 1983-1987 | Aquiliano Medrano Rodríguez                                                     | PSOE    |
| 1987-1991 | Aquiliano Medrano Rodríguez (1987-1989) José Luis Rodríguez Untoria (1989-1991) | PSOE    |
| 1991-1995 | Miguel Ángel Corral Navarro                                                     | PP      |
| 1995-1999 | Miguel Ángel Corral Navarro                                                     | PP      |
| 1999-2003 | Ricardo Cerrolaza Ruiz                                                          | PP      |
| 2003-2007 | Manuel Rodríguez Rodríguez                                                      | PSOE    |
| 2007-2011 | Esteban Pérez Díez                                                              | PP      |
| 2011-2015 | Esteban Pérez Díez                                                              | PP      |
| 2015-2019 | Esteban Pérez Díez                                                              | PP      |
| 2019-2023 | Mª Dolores Aragón Sáinz                                                         | PP      |

## Fiestas

Procesión el día de San Cristóbal.

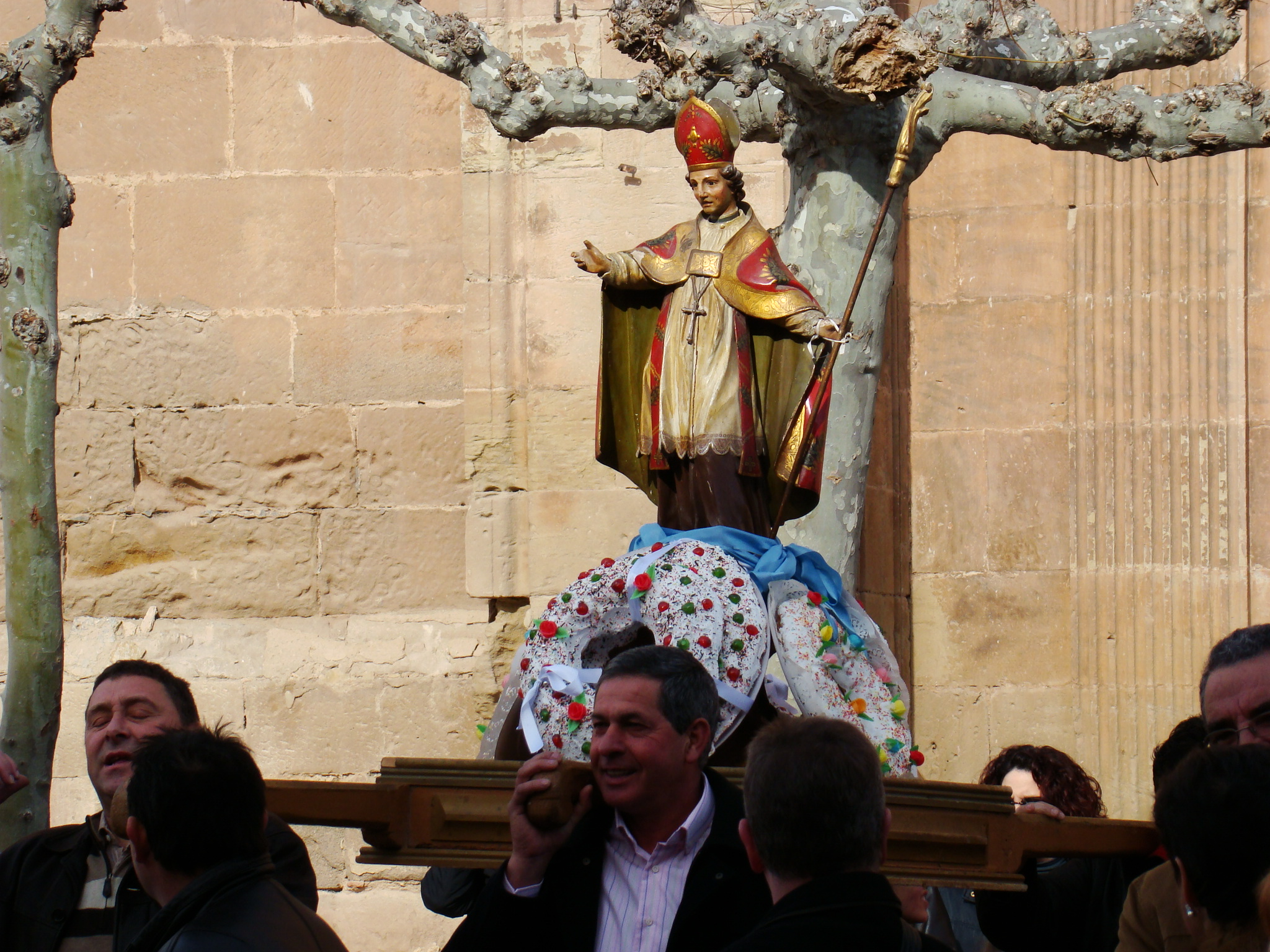
Procesión el día de San Blas.

Las fiestas más importantes son las de San Cristóbal celebradas el 10 de julio.
Otras festividades son:
- San Blas: El 3 de febrero, se solapa con la fiesta de Los Quintos.
- San Isidro Labrador: El 15 de mayo, con procesión y bendición de los campos.
- La Hermedaña: Celebrada el Lunes de Pentecostés. Es una romería en la que se celebra la abolición del tributo de las cien doncellas. En ella se traslada una imagen de Santa Ana desde la Iglesia de San Martín hasta el paraje de Las Riberas donde se realiza una comida popular. Después la imagen se lleva a la cercana ermita de Santa Ana.
- Santa Ana: El 26 de julio, la imagen de la santa vuelve de la ermita al pueblo, realizando una romería por sus calles. La asociación de la tercera edad organiza una comida.
- San Martín: El 11 de noviembre, es el patrón de la iglesia.

## Personas destacadas
- Eduardo Barriobero y Herrán (1875 1939) pasó toda su infancia en el pueblo de su padre. Llevó a Entrena a varios pleitos favoreciendo siempre al pueblo. Ahora una calle lleva su nombre.[32]
- Diego Fernández, arcediano de Calahorra, protonotario pontificio y tesorero de Blanca I de Navarra.[13][32]
- Manuel Sáenz Terroba, tenor.[32]
- Sor Isabel de los Ángeles (¿?-1972), religiosa clarisa.[32]
- Juan Barriobero y Armas, Barón de Río Tovía,  letrado del Consejo de Estado y miembro de algunos de los puestos más relevantes de la administración en tiempos de Alfonso XII. Fue senador electo por la provincia de León y diputado de la entonces existente circunscripción de Sahagún, cargo que ostentó durante al menos cinco legislaturas, según consta en los registros del Congreso de los Diputados.
- Esteban Rodríguez Velilla (1777-1808), médico de los Reales Cuerpos. Residía en Chinchón cuando explotó la guerra de la Independencia (1808-1814). El archiconocido dos de mayo, salió sable en mano, a combatir al invasor francés. Resultó herido de gravedad cuando socorría a un compañero. Trasladado a su casa, paso varios días, hasta que un grupo de franceses entraron en su casa, le propinaron una paliza, y dejándolo por muerto saquearon la casa. Murió diez días después.[32]
- José García Barriobero (1910-1948), alias Satanás, fue ejecutado por garrote vil tras ser declarado culpable de asesinato. Su ajusticiamiento es el último de la entonces provincia de Logroño.[33][32]

## Aspectos de interés

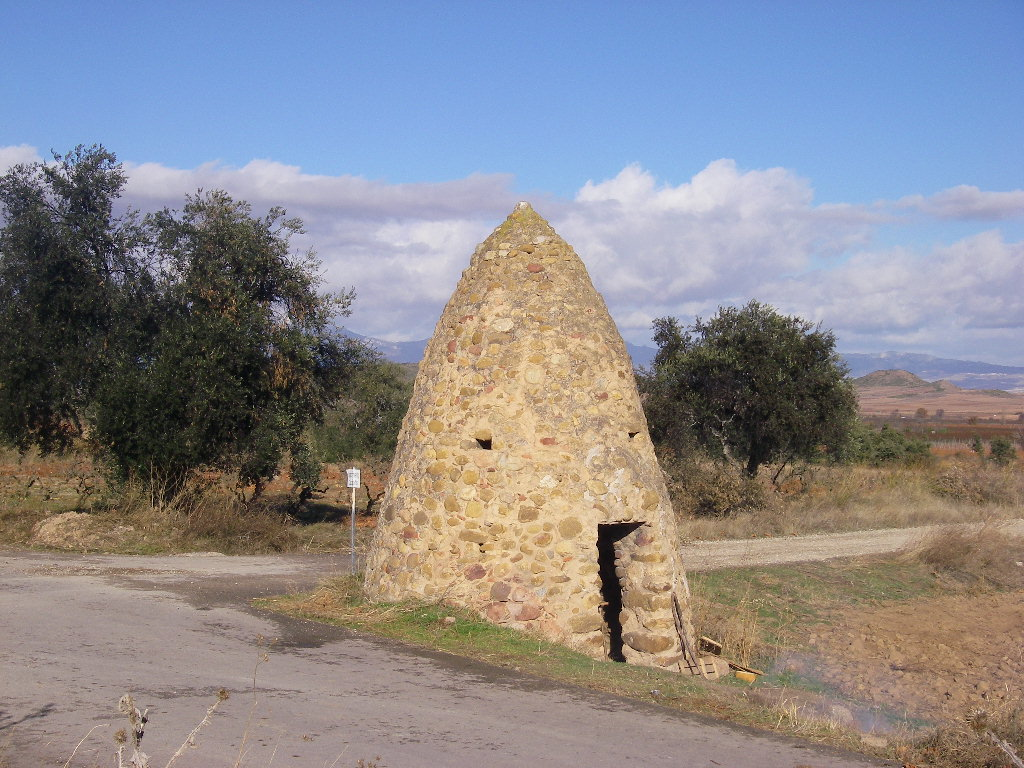
Chozo en el cruce de los caminos de Albelda y Sorzano.

- En 1550 había cuatro iglesias en Entrena. Sus titulares eran: Santa María la Vieja, en El Conjuro; San Martín, en la Calle Real (Actualmente ambas han desaparecido); Santa María de Barriovero, situada en el actual convento y Santa María la Nueva, entonces en construcción y que en la actualidad recibe el nombre de San Martín.
- Entrena fue antaño paso de peregrinos hacia Santiago. Consta que durante el siglo XVI había en la jurisdicción seis ermitas, dedicadas a Santa Ana (la única que todavía se conserva), San Clemente, Santo Dornil, Santiago, Santa María de Viero, y San Lázaro. También existió un hospital para la atención de los peregrinos.[34]
- Según una leyenda, contada por los de Sorzano, cuando acudían varios pueblos a la romería de la Virgen de la Hermedaña, los de Entrena pretendían siempre robar la imagen de la virgen, por lo que eran continuamente vigilados por los de Sorzano.[35]
- A los de Entrena se les conoce popularmente como caracoleros.
- En el término municipal se encuentran dos guardaviñas, conocidos como chozos, conservados en buen estado. Uno se encuentra en el camino a Albelda y el otro en el pago de Cuatro Cantos.
- Desde 2004 existe una red Wi-Fi con cobertura en todo el pueblo que la proporciona el ayuntamiento, con la misma dirección IP para todos los ordenadores.